# Pandi-Panda
 (juin 2019).
Si vous disposez d'ouvrages ou d'articles de référence ou si vous connaissez des sites web de qualité traitant du thème abordé ici, merci de compléter l'article en donnant les références utiles à sa vérifiabilité et en les liant à la section « Notes et références ».
Pistes de Snoopy - Pandi Panda
Le mystérieux voyage Marie-Chiffon
Pandi-Panda est un célèbre personnage de l'univers de Chantal Goya et Jean-Jacques Debout, apparu en 1984 à travers la chanson qui porte son nom et qui sensibilise le jeune public à cet animal en voie d'extinction.

## Évocation dans les spectacles
- Le Soulier qui vole (version 2019)
- La Planète merveilleuse (version 2014)
- Le Mystérieux Voyage de Marie-Rose
- L'Étrange Histoire du château hanté
- Happy Birthday Marie-Rose
- Le Grenier aux trésors
- Il était une fois... Marie-Rose
- Les Aventures fantastiques de Marie-Rose

## Extrait
Chanson Pandi-Panda créée par Chantal Goya,  avec les paroles et la musique de Jean-Jacques Debout (1984).
Pandi-Panda, petit ourson de Chine

Pandi-Panda, né dans l'Himalaya

Pandi-Panda, tu n'seras pas une victime

Pandi-Panda, on te protègera

## Classement
| Classement (1985) | Meilleure position |
| ----------------- | ------------------ |
| France (SNEP)     | 43                 |